# Villafranca di Verona
Villafranca di Verona (Vilafrànca in veneto; talvolta indicata come Villafranca Veronese) è un comune italiano di 32 876 abitanti della provincia di Verona in Veneto. 

## Geografia fisica
Villafranca è a 15 chilometri a sud ovest da Verona. È in posizione intermedia fra il suo capoluogo di provincia e la città di Mantova. 
Nella sua parte sud ovest è attraversata dal fiume Tione dei Monti, che poi confluisce nel Tartaro nel territorio del comune di Povegliano Veronese.

### Geologia
Appartiene all'alta pianura veronese, la quale rappresenta quanto rimane della conoide dell'Adige. Su buona parte della conoide si depositarono le morene glaciali. Nella zona villafranchese la pianura si presenta con pendenza pressoché uniforme da nord a sud e da ovest ad est. Si tratta di una pianura ghiaioso-sabbiosa molto permeabile ma con una falda acquifera abbondante tutto l'anno. Considerate le caratteristiche del suolo è possibile ipotizzare che nel medioevo le acque tendessero ad affiorare, da cui la necessità dello scavo di fossati e interventi di regolazione dell'alveo del Tione dei Monti.

### Clima
| VERONA VILLAFRANCA (1991-2020) | Mesi | Mesi | Mesi | Mesi | Mesi | Mesi | Mesi | Mesi | Mesi | Mesi | Mesi | Mesi | Stagioni | Stagioni | Stagioni | Stagioni | Anno  |
| VERONA VILLAFRANCA (1991-2020) | Gen  | Feb  | Mar  | Apr  | Mag  | Giu  | Lug  | Ago  | Set  | Ott  | Nov  | Dic  | Inv      | Pri      | Est      | Aut      | Anno  |
| ------------------------------ | ---- | ---- | ---- | ---- | ---- | ---- | ---- | ---- | ---- | ---- | ---- | ---- | -------- | -------- | -------- | -------- | ----- |
| T. max. media (°C)             | 7,1  | 9,7  | 14,5 | 18,8 | 23,9 | 28,1 | 30,4 | 30,3 | 25,1 | 18,8 | 12,4 | 7,6  | 8,1      | 19,1     | 29,6     | 18,8     | 18,9  |
| T. media (°C)                  | 3,3  | 5,0  | 9,3  | 13,3 | 18,4 | 22,6 | 24,7 | 24,6 | 19,7 | 14,2 | 8,7  | 3,9  | 4,1      | 13,7     | 24,0     | 14,2     | 14,0  |
| T. min. media (°C)             | −0,5 | 0,3  | 4,0  | 7,8  | 12,7 | 17,0 | 18,9 | 18,9 | 14,3 | 9,7  | 4,9  | 0,2  | 0,0      | 8,2      | 18,3     | 9,6      | 9,0   |
| Precipitazioni (mm)            | 35,8 | 33,9 | 41,4 | 63,5 | 66,1 | 64,8 | 60,2 | 64,5 | 79,2 | 73,4 | 83,0 | 59,1 | 128,8    | 171,0    | 189,5    | 235,6    | 724,9 |
| Giorni di pioggia              | 5    | 4    | 5    | 8    | 7    | 7    | 5    | 5    | 6    | 7    | 8    | 7    | 16       | 20       | 17       | 21       | 74    |

## Origini del nome
Il toponimo deriva dalla sua caratteristica fondativa di affrancamento dagli oneri fiscali da cui Burgus Liber, poi Villa libera quindi Villafranca. Il postfisso "di Verona" è stato aggiunto successivamente all'accorpamento al Regno d'Italia (precisamente con decreto legge dell'11 agosto 1867) per distinguerla da altre cittadine omonime.

## Storia

### Storia medievale
Nel medioevo, in occasione della fondazione da parte del Consiglio dei Rettori di Verona il 9 marzo 1185, assunse le caratteristiche di borgo di confine affrancato dagli oneri fiscali, da cui derivò il nome Burgus Liber, poi Villa libera quindi villa franca. Lo scopo principale della fondazione era la difesa dei confini veronesi; dopo la battaglia di Ponte dei Molini presso Mantova (1199) fu completato il castello (1202). Assedi e distruzioni accompagnarono l'epoca di Ezzelino da Romano e parallelamente si assistette al rinforzo delle fortificazioni e dei fossati di confine. Con l'ascesa della Signoria Scaligera anche Villafranca e il suo castello entrarono nell'orbita della dinastia veronese; nel 1285 Alberto della Scala rinnovò l'atto di fondazione di Villafranca, confermando i diritti formalizzati un secolo prima. Nel XV secolo gli Scaligeri ampliarono il castello ed eressero la lunga cinta muraria detta Serraglio che arrivava fino a Borghetto sul fiume Mincio.

### Storia contemporanea
Il 14 novembre 1796, durante la campagna d'Italia, Napoleone trasferì a Villafranca il quartier generale e soggiornò nel palazzo Comini (ora caffè Fantoni). Fu la notte che precedette la battaglia di Arcole.
Nel periodo del Risorgimento Villafranca è stata coinvolta in quasi tutte le fasi salienti dell'epoca; sia per la posizione vicino al Mincio che per la strada postale tra Mantova e Verona (due città del Quadrilatero) che la attraversava. Nel 1848 (prima guerra d'Indipendenza) fu sede del quartier generale piemontese (presso l'albergo "Il Sole") e da palazzo Gandini Morelli Bugna poi Bottagisio il generale toscano Cesare de Laugier osservava il volgersi in sconfitta della battaglia di Custoza. Nel 1859 fu sede del quartier generale austriaco (ospitando anche l'imperatore Francesco Giuseppe) e l'11 luglio dello stesso anno ospitò (presso il palazzo Bottagisio, oggi in via Pace) l'incontro tra Francesco Giuseppe e Napoleone III, che in quel giorno firmarono l'armistizio di Villafranca, che concluse la seconda guerra d'Indipendenza. Nel 1866 fu coinvolta nella terza guerra d'Indipendenza, in particolare il 24 giugno 1866, ai margini della città, in direzione di Verona, nei pressi dell'attuale via Quadrato, si svolse uno scontro tra la 16ª divisione di fanteria comandata dal principe Umberto di Savoia e la cavalleria austriaca; la fanteria italiana si dispose a "quadrato" respingendo gli assalti del nemico.
Il 1º agosto 1918 si tenne in località Ganfardine (zona del neonato campo di volo, nucleo del moderno aeroporto) un incontro tra Vittorio Emanuele III e il vescovo di Verona mons. Bacilieri; l'occasione fu lo schieramento del 332º fanteria dello stato dell'Ohio.
Il Fascismo fu accolto tutto sommato senza ostilità a Villafranca; alcuni villafranchesi parteciparono alla marcia su Roma. Una delle poche impronte visibili lasciate da questo periodo è il Monumento ai Caduti della prima guerra mondiale del 1929. L'impatto sull'assetto urbanistico fu di continuità con l'esistente, fu aperta una nuova via parallela (ad est) al corso Vittorio Emauele II, chiamata via dell'Impero (oggi via Marconi). Sempre del 1929 è l'inaugurazione dell'acquedotto. Nel 1930 venne girato nel capoluogo un film a titolo Villafranca del regista Giovacchino Forzano che si snoda attorno alle vicende della II Guerra d'Indipendenza e del trattato; al momento non esistono copie di questa pellicola, soltanto alcune scatti fotografici del set.
La Seconda guerra mondiale arrivò a Villafranca anche con attacchi aerei alleati. Si ricordano come particolarmente devastanti quelli del 28 agosto 1944 e del 18 novembre 1944. Il motivo principale degli attacchi era la presenza dell'aeroporto, utilizzato dopo il 1943 dai tedeschi; approntato dopo Caporetto, negli anni quaranta si trovava più ad ovest rispetto all'attuale, con una conformazione a triangolo la cui punta arrivava a Villafranca (è ancora visibile all'imbocco di via Quadrato, nei pressi dell'Obelisco, un edificio appartenente alle caserme del campo di volo). L'area è stata poi occupata da una zona artigianale e in parte residenziale (tra cui una indicazione toponomastica come "via ex-campi di aviazione") che ingloba ancora oggi in costruzioni come stalle, capannoni e abitazioni alcune parti (pilastri in cemento armato) delle vecchie strutture degli hangar.
Negli anni sessanta del XX secolo Villafranca partecipò al boom economico del resto della penisola. L'11 luglio 1961 fu aperto l'aeroporto civile (il cui nome attuale "Valerio Catullo" è stato scelto e assegnato solo nel 1987), il 3 agosto 1964 è stato inaugurato l'ospedale "Magalini", costruito a sud del fiume Tione nei pressi del Castello (distrutto da un incendio nel 2003 e sostanzialmente ricostruito ed ampliato nel 2011). Il fervore di rinnovamento anche edilizio ha portato anche alcuni eccessi come l'abbattimento dell'ottocentesco Teatro Comunale (costruito sulla antica chiesa parrocchiale) nel 1963-66 e di altri edifici del centro storico sostituiti da edifici più moderni (la stessa situazione verificatasi in altri centri limitrofi, non senza discussioni, come a Povegliano Veronese e a Castel d'Azzano sempre per la demolizione di vecchi edifici di culto).

### Simboli
Lo stemma e il gonfalone di Villafranca di Verona sono stati concessi con decreto del presidente della Repubblica del 25 marzo 2009.
Il gonfalone è un drappo partito di rosso e di azzurro.

## Monumenti e luoghi d'interesse

### Architetture religiose

#### Duomo

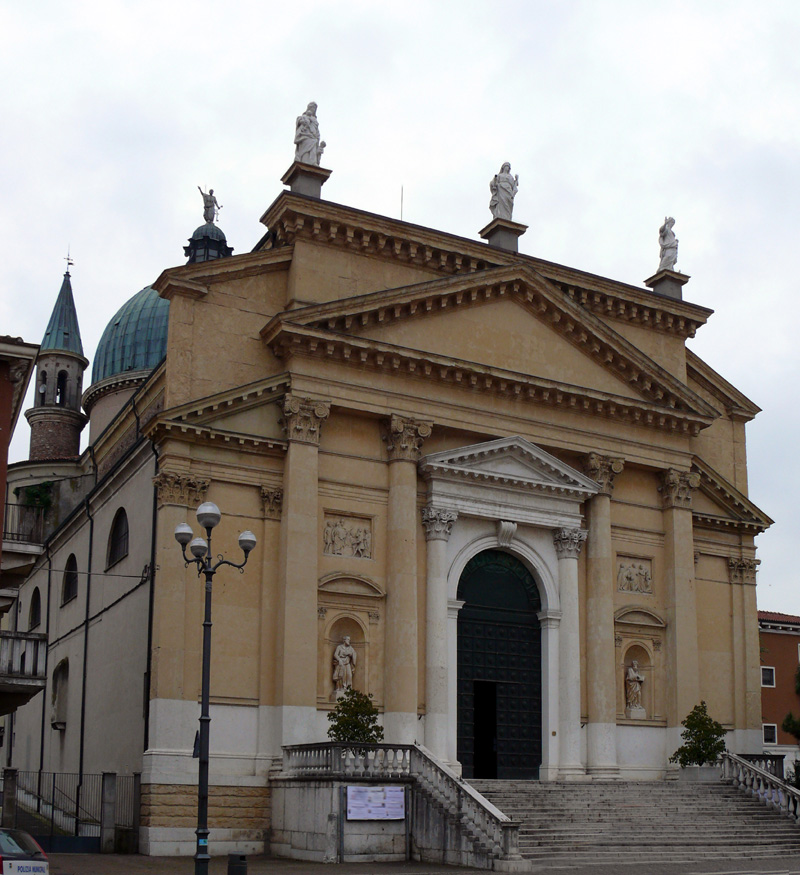
Duomo dei Santi Pietro e Paolo

Il Duomo dedicato ai Santi Pietro e Paolo (XVIII/XIX secolo), iniziato nel 1786 e concluso nel 1882, anno in cui venne consacrato (costruzione interrotta e rallentata più volte per cause belliche o mancanza di fondi), si trova giusto a metà percorso di Corso Vittorio Emanuele II e costituisce, dopo il castello, il più importante monumento del paese. L'edificio è ispirato al progetto di Andrea Palladio per la basilica del Santissimo Redentore alla Giudecca di Venezia. Vicino ad essa, nell'attuale spazio di piazza Papa Giovanni XXIII, in passato si trovava la vecchia chiesa parrocchiale, che risaliva al XIV secolo, poi diventata un teatro e successivamente demolito; alcuni oggetti presenti nel vecchio edificio (altari, il coro ligneo) sono stati trasferiti nel nuovo Duomo.

#### Oratorio del Cristo

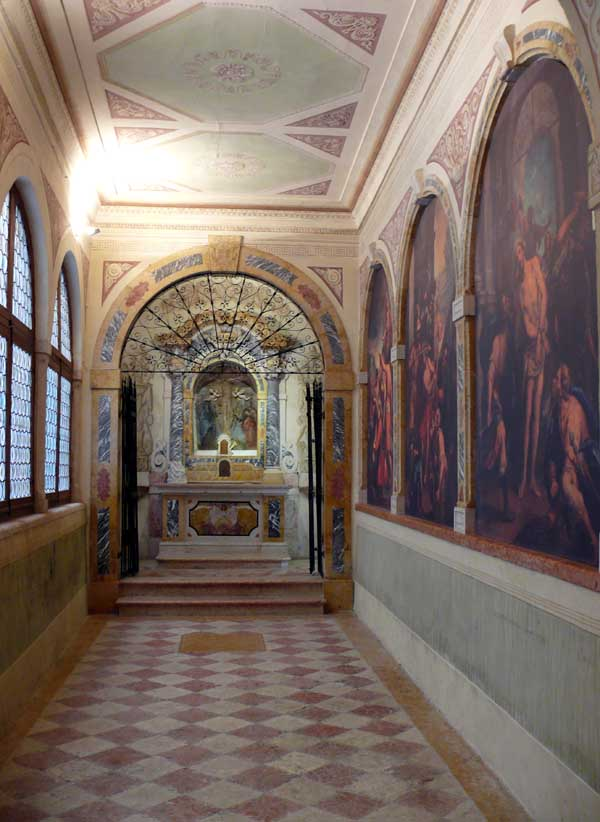
Oratorio del Cristo

La chiesa seguì le vicende del maniero nel corso dei secoli. Di recente è stata sottoposta a un restauro conservativo. Le tre pale originariamente conservate all'interno della piccola chiesa sono attualmente ubicate all'interno del palazzo municipale, mentre nell'oratorio sono presenti delle copie.

#### Chiesa della Disciplina o della Visitazione

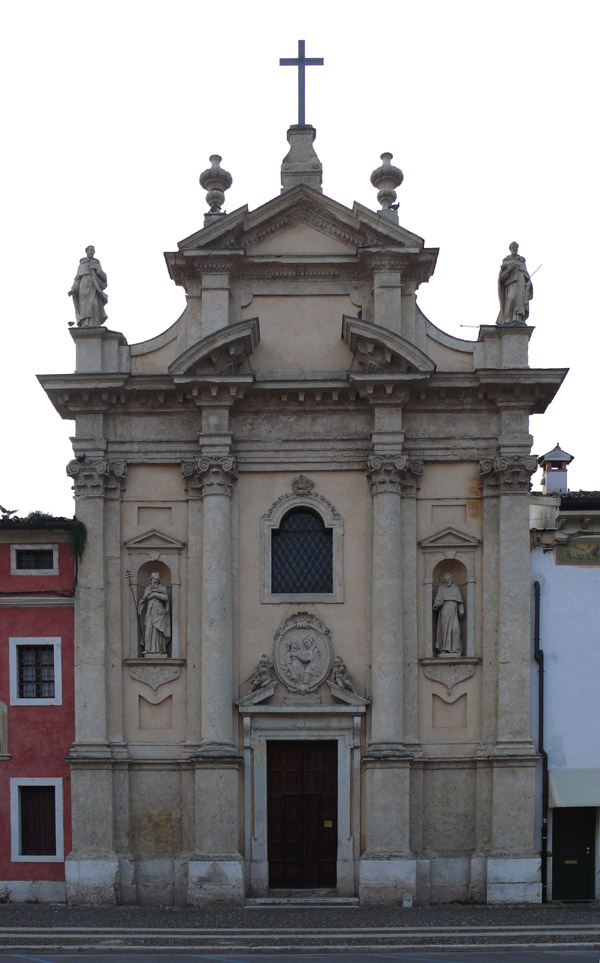
Chiesa della Disciplina

Donato dal conte Giorgio Maffei nel 1499 alla Confraternita dei Disciplinati, l'oratorio Della Disciplina o della Visitazione, con facciata barocca con bassorilievo sopra il portale, custodisce al suo interno il prezioso "Mortorio" del XV secolo, recentemente restaurato, con nove statue lignee del XVI secolo, raffiguranti Cristo Morto, San Giovanni, Nicodemo, Giuseppe D'Arimatea, la Madonna, Maria di Cleofa, Maria Betania, Maria Maddalena e il donatore della Chiesa conte Giorgio Maffei, e quattro sagome settecentesche. Di notevole rilievo la "Via Crucis", della seconda metà del Settecento, e la grande pala di Orazio Farinati del 1607 con la Visitazione della Madonna a Santa Elisabetta e i Santi Giuseppe e Zaccaria.

#### Oratorio di San Rocco

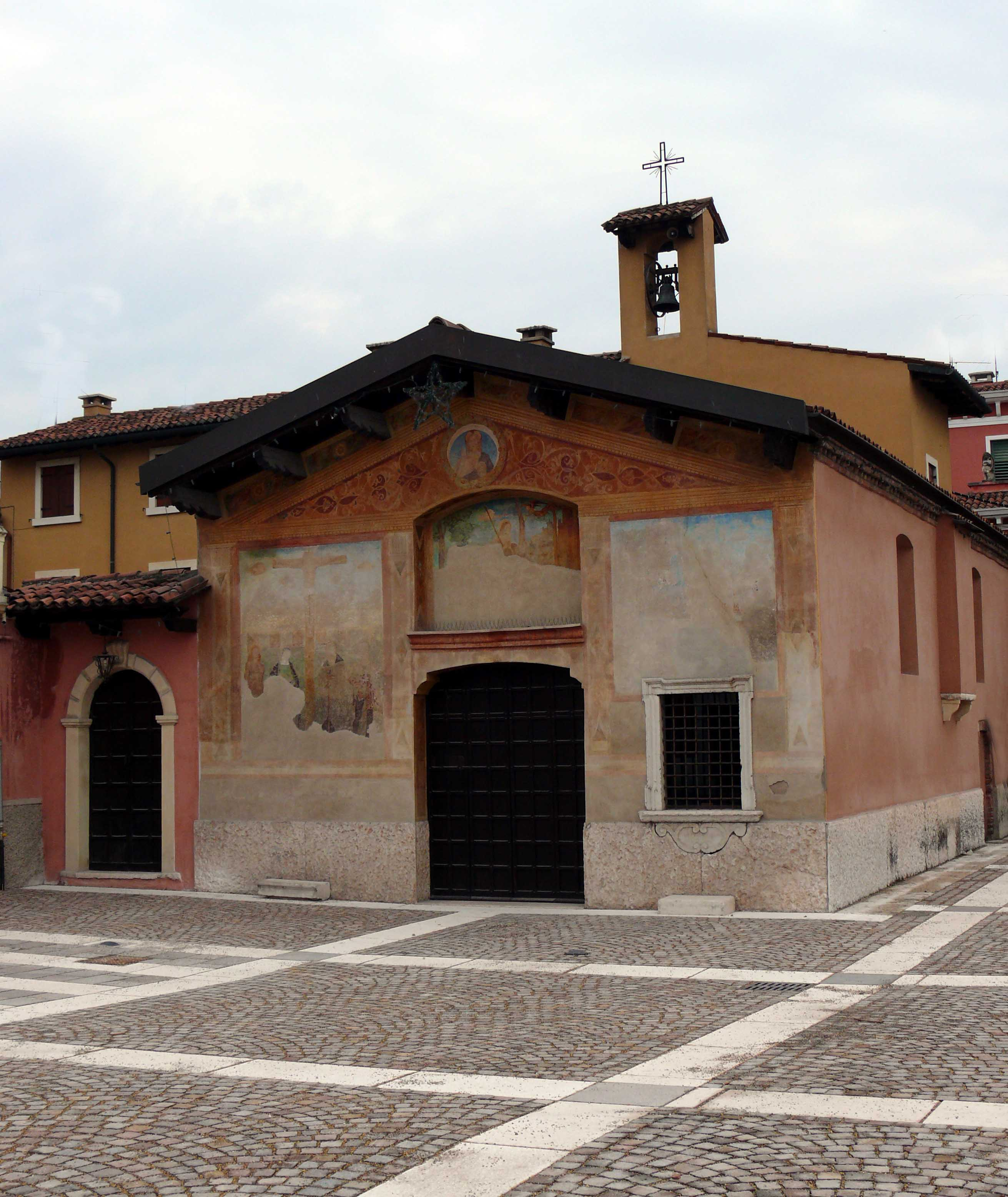
L'oratorio di San Rocco

Ex voto per la superata pestilenza del 1511 e dedicata a san Rocco, fu decorata esternamente con affreschi da artisti della scuola di Domenico Morone e internamente da un notevole ciclo di affreschi, L'Annunciazione, Fuga in Egitto, San Rocco e la Madonna in trono, realizzati da una bottega veronese all'inizio del XVI secolo. All'interno sono conservati un ovale-lobato con la Madonna con Bambino e san Filippo Neri (XVIII sec.) della scuola del Balestra, la Madonna in trono con bambino statua lignea del XV sec. (tra le più importanti del periodo nel veronese) e sull'altare una pala seicentesca con san Rocco, san Gerolamo e san Sebastiano.
Dopo sei anni di lavori, nel 2004 è terminato l'importante ciclo di restauri che ha riguardato l'edificio, le opere pittoriche, gli affreschi e le statue.

#### San Giovanni della Paglia

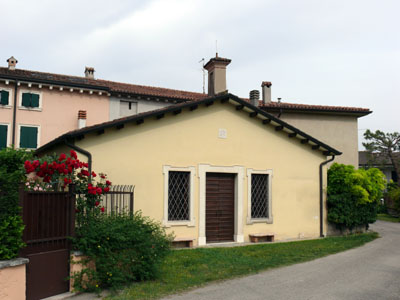
L'esterno della chiesa di San Giovanni della Paglia

Attestata fin dal 1228 come proprietà della Commenda templare di San Giovanni del Tempio di Mantova, passò poi alla commenda di San Vitale e Sepolcro dei Cavalieri di San Giovanni dell'Ospedale con la soppressione dell'Ordine dei Cavalieri templari. Per molto tempo l’origine del nome San Giovanni della Paglia è stata associata alla consuetudine – attestata dagli abitanti della corte solamente tra il primo e il secondo dopoguerra – di oﬀrire ospitalità con cibo, acqua e un giaciglio con della paglia per la notte agli uomini di passaggio. In realtà Il toponimo San Giovanni della Paglia non indicherebbe quindi una consuetudine di accoglienza, ma la precisa collocazione geografica della possessione di San Giovanni nella campagna brulla di Verona definita appunto palea. Durante l’età moderna, l’Ordine di San Giovanni a Villafranca ebbe intensi rapporti con la Repubblica di Venezia, subendo la perdita temporanea delle proprie commende durante la Guerra di Cambrai. Il loro recupero fu possibile grazie all’opera del commendatore fra’ Andrea de Martini. Nel corso del Cinquecento, le visite pastorali dei vescovi di Verona documentano lo stato degli edifici dei San Giovanni della Paglia che, dopo essere stati distrutti a metà Seicento, vennero ricostruiti tra il 1667 e il 1670 da fra’ Bernardino Della Ciaia. Le preziose mappe illustrate del Settecento restituiscono l’immagine di un complesso rimasto intatto fino alle soppressioni napoleoniche, che decretarono la fine della presenza dell’Ordine a Villafranca. In seguito, le proprietà passarono ai conti Conati Cavazzocca Mazzanti e, nel 1919, a Daniele Vantini, che trasformò l’antica commenda nella corte dei Vantini. L'interno, purtroppo alterato durante i lavori di ripristino degli anni '70, conserva un pregevole altare barocco econ una pala d'altare di San Giovanni Battista attribuita al pittore villafranchese Germano Prendaglio (1735-1809). Attorno all'oratorio fu combattuta la battaglia del Quadrato di Villafranca il 24 giugno 1866; a ricordo dello scontro fu realizzato un primo memoriale in legno, abbattuto da un temporale nel 1889. Verrà quindi in seguito costruito l’attuale monumento in pietra, sito sui terreni dei conti Cavazzocca Mazzanti e collocato poco lungi dal sito primiero, come ancora si legge sull’iscrizione alla base dell’obelisco. Dopo esser stato di proprietà dei conti Conati Cavazzocca Mazzanti, oggi l'intero complesso è ancora di proprietà privata.

#### Chiesa della Madonna del Popolo

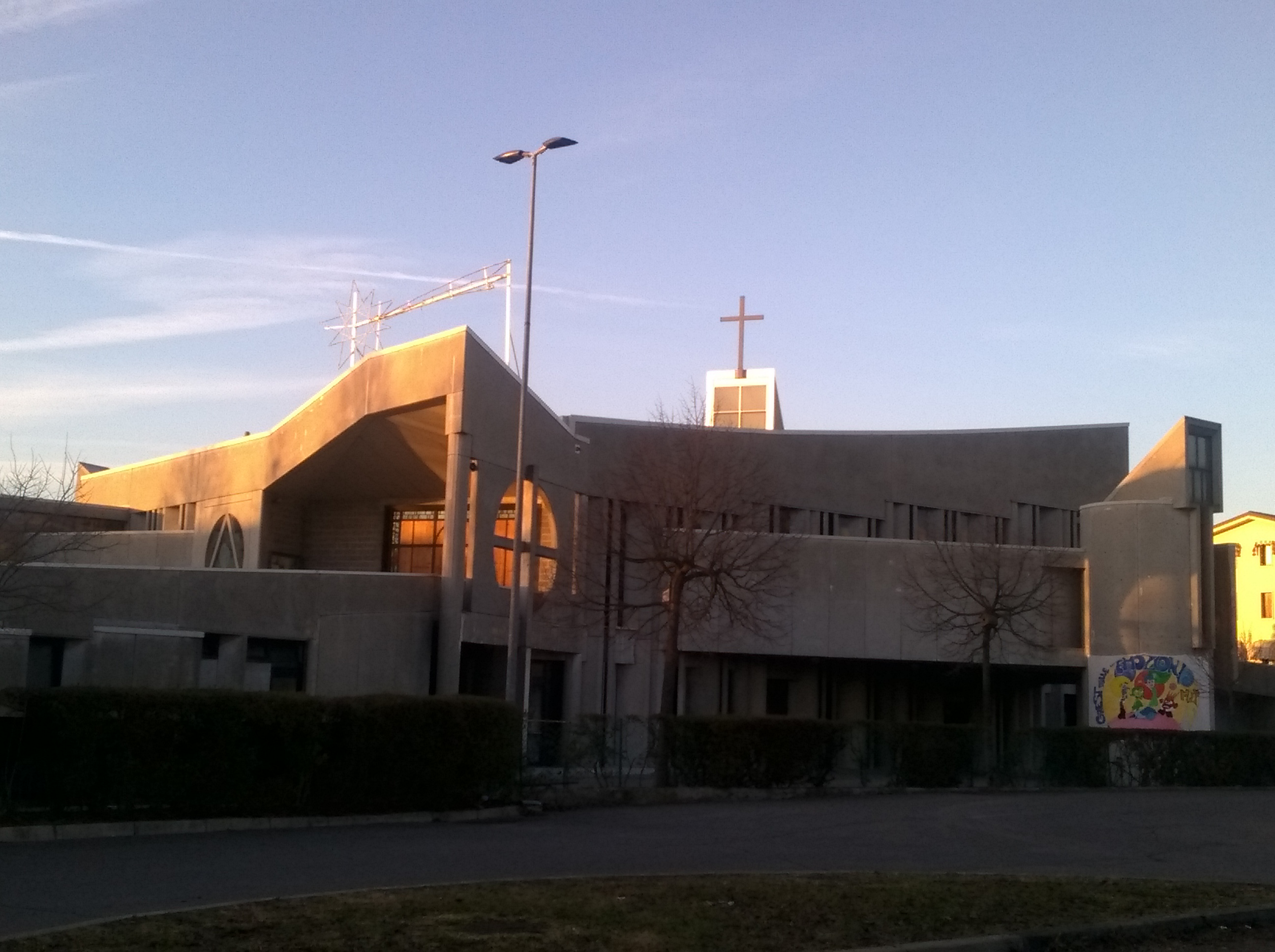
Chiesa della Madonna del Popolo

Edificio di culto improntato a modelli di architettura contemporanea, costruito in cemento armato a partire dal 1982 e utilizzato dal 1984, è situato nell'omonimo quartiere di Villafranca di Verona, è il riferimento inoltre della parrocchia omonima.
Luoghi di culto di altre confessioni
Tra le altre chiese, in ambito cristiano, i Bambini di Dio (conosciuti oggi come la "Famiglia Internazionale") in Italia hanno la loro sede principale a Villafranca di Verona.

#### Chiese non più esistenti
- Chiesetta di Sant'Andrea (IX secolo ?[40]), si trovava lungo la fossa di Sant'Andrea, nella zona sud-est di Villafranca, in direzione Povegliano. La zona in cui era presente l'edificio è ben riconoscibile dall'ansa fatta seguire alla fossa[40], ora in quel luogo è presente solo una colonna sormontata da una statua del santo, la cui sede è stata sistemata nel 1986. La chiesetta si suppone sia rimasta in piedi fino al secolo XVII, è comunque ben segnalata su alcune mappe dell'epoca e dei secoli precedenti (la mappa del Bertoldi del 1480 ca., quella del Bertoni del 1683 e quella del Negri del 1713[7]).
- Vecchia chiesa parrocchiale, si trovava adiacente al Duomo ma a differenza di questo non in asse con la sede stradale, la facciata posta in diagonale (in modo da avere la facciata rivolta a sera e l'officiante ad oriente) si affacciava direttamente sul centro dell'incrocio che funge da "centro" geografico di Villafranca[41]. Risalente probabilmente alla fondazione di Villafranca (XII secolo) in stile romanico fu rifabbricata nel XIV secolo, nel corso del '700 fu nuovamente modificata seguendo i modelli della Controriforma[42]. Abbandonata come edificio religioso dopo la consacrazione del Duomo fu adattata da P.E.Zuccalmaglio nel XIX secolo per ospitare il Teatro Comunale (poi abbattuto nell'agosto 1966[43] durante il rifacimento di piazza Giovanni XXIII, contestualmente furono abbattuti altri edifici presenti nei pressi dell'edificio: la canonica, il teatrino, l'archivio parrocchiale)[44].

### Architetture civili

#### Palazzo Gandini-Morelli-Bugna-Bottagisio, la casa del Trattato di Pace

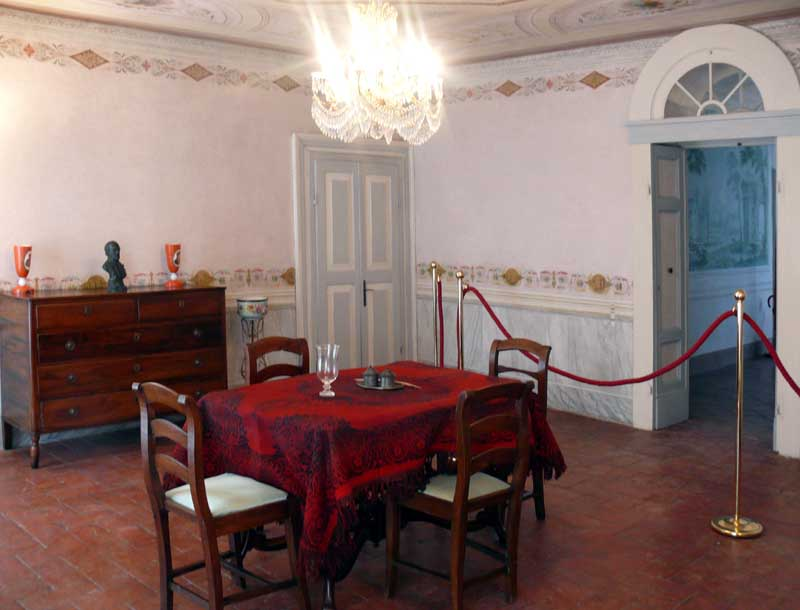
Sala dove è stato firmato il trattato di pace di Villafranca.

Il palazzo Gandini-Morelli-Bugna-Bottagisio, anche detto siteticamente palazzo Bottagisio, è considerato convenzionalmente il luogo in cui fu stipulato l'armistizio del 1859 da Francesco Giuseppe Imperatore d'Austria e Napoleone III Imperatore di Francia, risale all'epoca austriaca.

#### Caffè Fantoni
Il celebre caffè di Villafranca fu fondato nel 1842 da Giovanni Fantoni, che fu anche il creatore della ricetta e della forma delle celebri sfogliatine di Villafranca. A Giovanni succedette il nipote, il cavalier Marcello Fantoni, che aveva ereditato dal nonno l'arte pasticciera quando ancora la città del Quadrato era austriaca. Marcello, con la sua grande fantasia, era riuscito in quegli anni a far filtrare la storia attraverso i dolci peccati di gola. Infatti, mentre attorno a Villafranca ruotava il Risorgimento, Fantoni sfornava la " Torta della pace" ed i " Biscotti Umberto", in onore del principe che si batté sul Quadrato. Per d'Annunzio e i suoi legionari, distillò " l'Acqua di Fiume", " limpida e leggera come quella che dal Carso scende ad alleviare l'ardore della città Olocausta", come scrisse lo stesso poeta al cavalier Marcello nel 1921. Il caffè Fantoni fa parte dei Locali storici d'Italia.

#### Altri edifici
- L'edificio della stazione ferroviaria di Villafranca sulla Ferrovia Verona-Mantova-Modena fu costruito (assieme al tronco della linea) nel 1851 (inaugurata il 5 aprile) dagli austriaci del Regno Lombardo-Veneto[46]. All'epoca in posizione esterna alla cittadina, segna ancora oggi il confine ad est dello sviluppo abitativo. L'edificio si presenta sostanzialmente immutato nelle sue linee fondamentali.
- L'edificio che ospita attualmente la scuola elementare "G.Bellotti", situato vicino al Duomo in corso Vittorio Emanuele II, fu edificato nel 1891 su disegno di P.E.Zuccalmaglio. La struttura (all'epoca "scuole comunali") nell'ambito dei comuni rurali era da ritenersi all'avanguardia[47].

### Architetture militari

#### Castello scaligero
Il Castello scaligero (XIII secolo) si trova a sud dell'abitato, posizionato subito a nord del fiume Tione.

#### Serraglio
Il Serraglio (XIV secolo) era una muraglia difensiva costruita dagli Scaligeri per proteggere il lato sud occidentale del territorio.

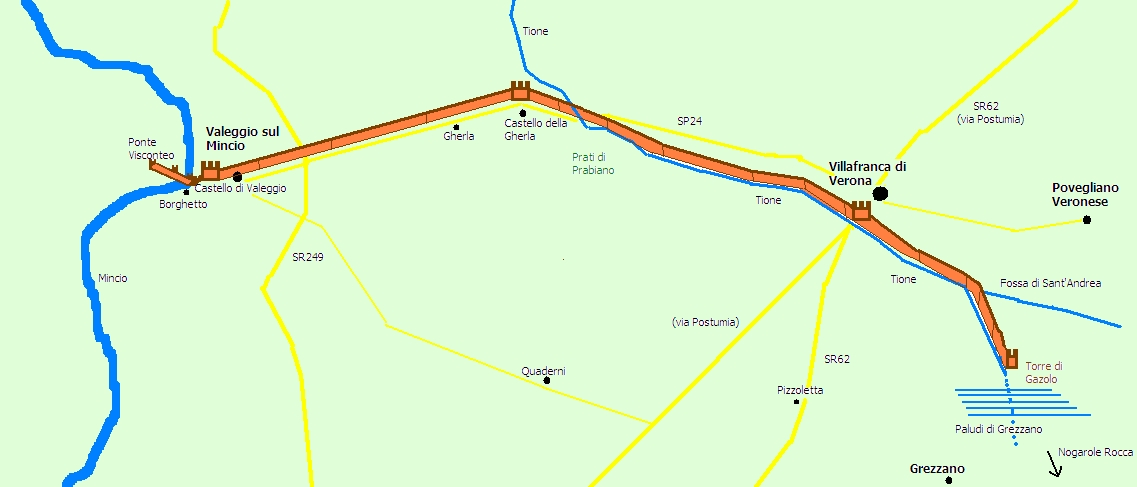
Serraglio veronese
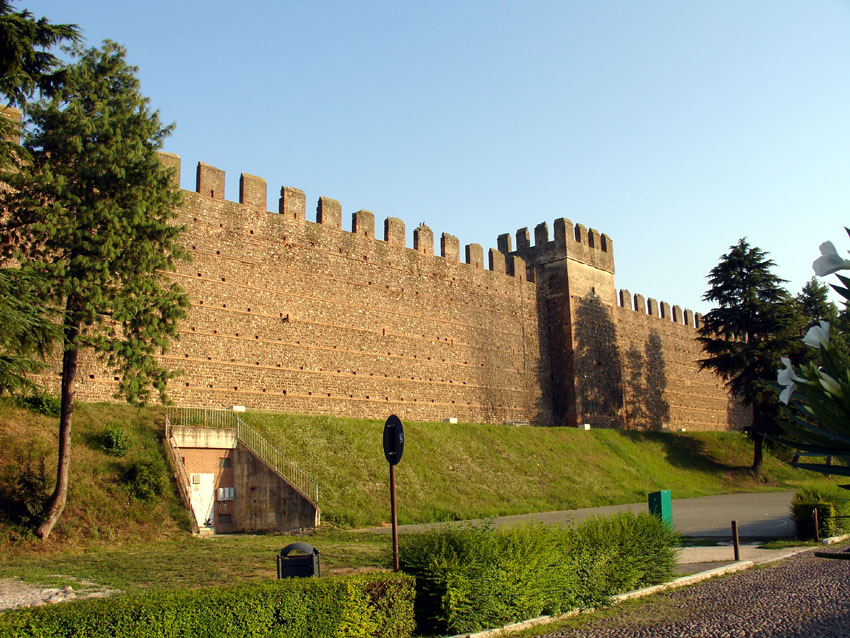
Serraglio veronese a Villafranca

### Monumenti

#### L'Obelisco del Quadrato

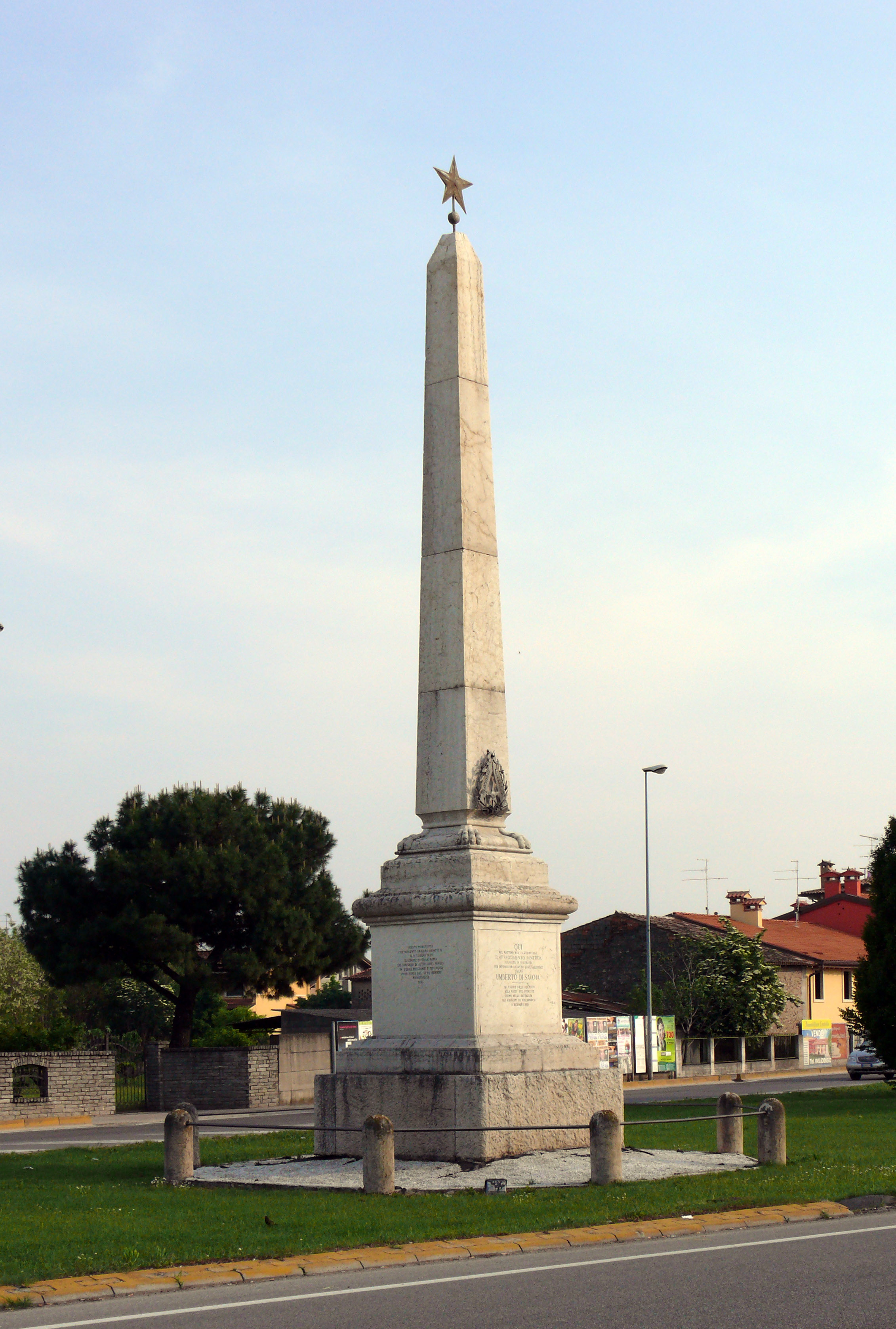
Obelisco del Quadrato

Eretto nel 1880 (ma abbattuto da un fulmine nel 1888 fu ricostruito (con dimensioni maggiori) su disegno di P.E.Zuccalmaglio e inaugurato il 28 aprile 1895) in memoria delle gesta eroiche dei militi del 49º reggimento di fanteria che il 24 giugno 1866, durante la III guerra d'indipendenza, fecero quadrato intorno al principe ereditario Umberto di Savoia difendendolo dagli attacchi delle truppe austriache. Alto 17 metri si erge nel luogo dove si presume sia effettivamente avvenuto lo scontro con le truppe austriache. Sul basamento si legge “Qui nel mattino del 24 giugno 1866 il 49º reggimento fanteria disposto in quadrato per improvviso assalto degli austriaci salvò Umberto di Savoia”. Il basamento quadrangolare è sostegno per un piano d'appoggio sostenuto da quattro zampe leonine e dal quale si erge un obelisco quadrangolare e affusolato verso la cima, sormontata da una stella di bronzo.
Un episodio coinvolse dopo la battaglia il principe Umberto allorché una contadina di un casolare delle vicinanze (certa Pasquali) gli offrì dell'acqua da bere da un secchio (l'episodio è stato illustrato da Walter Molino sul numero della Domenica del Corriere del 19 giugno 1966).

#### Monumento ai Caduti
Inaugurato nel 1929 il Monumento ai caduti della prima guerra mondiale si deve all'architetto Ettore Fagiuoli e allo scultore Egidio Girelli. Posizionato dopo molte discussioni (si ipotizzò anche di erigerlo all'interno del castello) nell'attuale Piazza Giovanni XXIII, vicino al Duomo, si compone di una colonna di marmo sormontata da una statua bronzea.

### Musei

#### Museo del Risorgimento
Il museo del Risorgimento nacque nel 1959 dall'idea di rendere permanente una mostra allestita in occasione del centenario della Pace di Villafranca. Realizzato in alcuni locali adiacenti alla "casa del Trattato" (palazzo Bottagisio) vi rimase fino al 1981 quando il materiale fu imballato e immagazzinato in attesa di altra sede che arrivò nel 1989, il museò riaprì infatti il 19 novembre di quell'anno presso la restaurata cantoria della chiesetta del Cristo. Nel 2009 il museo è tornato nella sua sede naturale, al piano terra della "casa del Trattato".
Il museo ospita armi, cimeli e stampe di entrambi gli eserciti che combatterono nel periodo del Risorgimento. Ben conservata è una camicia rossa con berretto di un volontario garibaldino del 1866.

#### Museo Nicolis
Fuori dal centro storico in direzione Verona un moderno edificio ospita al suo interno un ampio museo di auto d'epoca (oltre 200, molte delle quali iscritte all'Automotoclub Storico Italiano), di moto, di biciclette, di organetti meccanici, di macchine fotografiche, da scrivere e di altre memorabilia (ad esempio: i volanti ufficiali di Formula 1 autografati dai piloti).

## Società

### Evoluzione demografica
Abitanti censiti

## Cultura

### Eventi
- Antica fiera dei Santi Pietro e Paolo.

## Geografia antropica

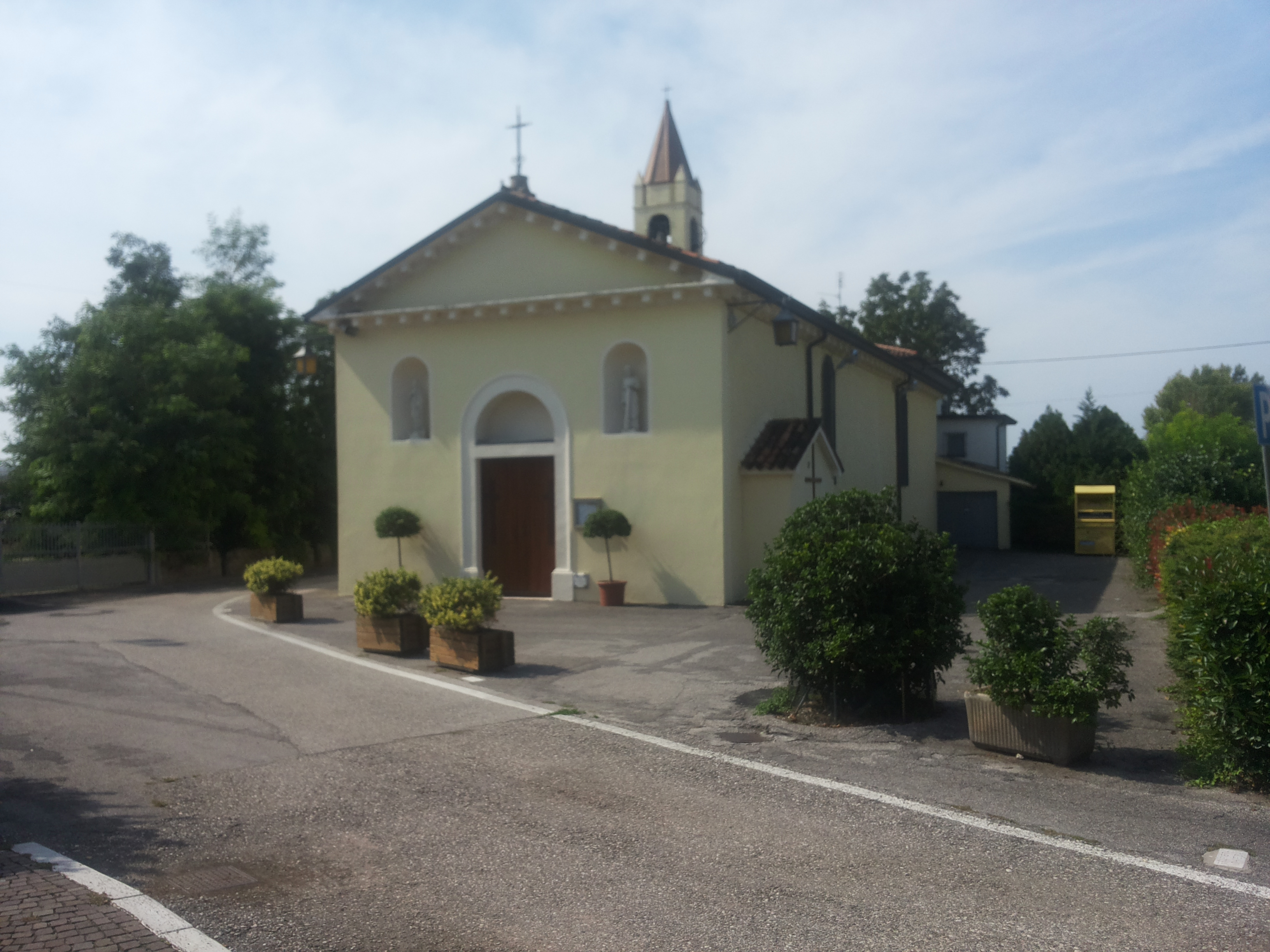
Chiesa di Caluri.

A Villafranca sono presenti le seguenti località:
- Alpo
- Dossobuono
- Pizzoletta
- Rizza
- Rosegaferro
- Quaderni
- Caluri

## Economia

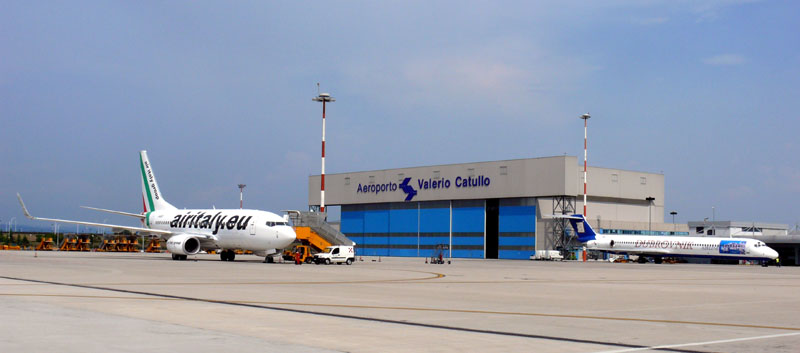
Hangar dell'aeroporto di Villafranca di Verona

La vocazione di Villafranca è sempre stata quella del commercio (il tradizionale mercato settimanale del mercoledì è stato istituito nel 1592). Il settore agricolo per secoli non è mai stato particolarmente florido, anche a causa delle caratteristiche di questa zona dell'Agro Veronese (la "Campagna"), poco feconda e afflitta dalla siccità; il terreno si presenta con un sottile strato di terra che lascia spesso trasparire i ciottoli e i sassi di cui abbonda. Solo la costruzione del Canale Alto Agro nel 1886 ha sovvertito questo stato di cose, in pochi decenni le colture hanno potuto trovare la necessaria irrigazione e progredire.
Tradizione commerciale: il mercoledì mattina è dedicato al mercato, di rilevanza provinciale, che occupa la piazza principale e le vie centrali del paese.
L'agricoltura è specializzata nella frutticoltura. Villafranca è sede di un importante mercato per il conferimento e la commercializzazione delle pesche.
Dal punto di vista gastronomico sono degni di nota il piatto tipico delle taiadele coi fegadini (tagliatelle in brodo coi fegatini di pollo) e le sfogliatine, ciambelle di pasta sfoglia che ogni pasticcere interpreta secondo una propria ricetta segreta.
Sul territorio del comune di Villafranca, e precisamente nella frazione di Dossobuono, è situato l'aeroporto di Verona-Villafranca "Valerio Catullo" che, insieme all'aeroporto di Brescia-Montichiari "Gabriele D'Annunzio", costituisce il "Sistema Aeroportuale del Garda".
La città è servita dalle stazioni di Stazione di Villafranca di Verona e di Dossobuono sulla linea Verona-Mantova-Modena.

## Amministrazione
Il comune fa parte del movimento patto dei sindaci
| Periodo           | Periodo           | Primo cittadino        | Partito                                          | Carica      | Note          |
| ----------------- | ----------------- | ---------------------- | ------------------------------------------------ | ----------- | ------------- |
| 2 luglio 1985     | 25 luglio 1990    | Graziano Tovo          | DC                                               | Sindaco     | [ 57 ]        |
| 25 luglio 1990    | 30 settembre 1993 | Ermenegildo Pellegrini | DC                                               | Sindaco     | [ 58 ]        |
| 30 settembre 1993 | 8 maggio 1995     | Carlo Arduini          | DC                                               | Sindaco     | [ 59 ]        |
| 8 maggio 1995     | 13 giugno 1999    | Maurizio Facincani     | CCD                                              | Sindaco     | Elezioni 1995 |
| 13 giugno 1999    | 29 giugno 2004    | Maurizio Facincani     | CCD e dal 2002 UDC - con FI-AN-CDU               | Sindaco     | Elezioni 1999 |
| 28 giugno 2004    | 10 settembre 2007 | Luciano Zanolli        | Indipendente di centro-sinistra - con DL-civiche | Sindaco     | Elezioni 2004 |
| 10 settembre 2007 | 15 aprile 2008    | Elio Faillaci          |                                                  | Commissario | [ 63 ]        |
| 15 aprile 2008    | 11 giugno 2013    | Mario Faccioli         | PdL - con LN-UDC-civica                          | Sindaco     | Elezioni 2008 |
| 11 giugno 2013    | 11 giugno 2018    | Mario Faccioli         | PdL e dal 2013 FI - con civiche                  | Sindaco     | Elezioni 2013 |
| 11 giugno 2018    | 15 maggio 2023    | Roberto Luca Dall'Oca  | FI - con Lega-FdI-civiche                        | Sindaco     | Elezioni 2018 |
| 15 maggio 2023    | in carica         | Roberto Luca Dall'Oca  | FI - Lega-FdI-civiche                            | Sindaco     | Elezioni 2023 |

## Sport
Hockey su prato
A Villafranca gioca l'Hockey Villafranca, società di Hockey su prato maschile.
La società ha vinto 5 scudetti nel Campionato italiano di hockey su prato indoor.
Inoltre a Villafranca gioca l'Hockey Femminile Mori Villafranca, società di Hockey su prato femminile.
La società ha vinto 4 scudetti nel Campionato italiano di hockey su prato indoor femminile (di cui uno sotto il nome di U.F.I. Villafranca), 3 scudetti nel Campionato italiano di hockey su prato femminile e 2 Coppe Italia.
Calcio
Ha sede a Villafranca la società di calcio A.S.D. Villafranca Veronese, fondata nel 1920.
Sul territorio comunale hanno sede diverse altre società dilettantistiche: nel corso della stagione 2021-2022 si contano AC Alpo Club 98, Polisportiva Quaderni ASD e ACD Olimpica Dossobuono in Prima Categoria, ASD Alpo Lepanto, ASD Dorial e Polisportiva Pizzoletta in Seconda Categoria e Polisportiva Rosegaferro in Terza Categoria.
Pallacanestro
A Villafranca la società Alpo Basket gioca in Serie A2 femminile, mentre in campo maschile ci giocano i Villafranca Basket Jets, che militano nel campionato di Serie D.
Ad Alpo ha la sede la società di basket femminile Alpo Basket 99. 
Tamburello
A Villafranca giocano l'A.D.T. Città di Villafranca e l'A.T.D. Capitel Caluri. Quest'ultima rappresentante dell'omonima frazione villafranchese.
Pallavolo
A Villafranca giocano le squadre maschile e femminile del Villafranca Volley La squadra femminile milita nel campionato di seconda divisione, mentre la squadra maschile in prima divisione.
A Quaderni la Polisportiva Quaderni conta sia su una squadra di pallavolo maschile che su una femminile. La squadra maschile ha ottenuto la promozione in B1 nel 2006 mentre la squadra femminile nello stesso periodo militava in 3ª Divisione.
Pallamano
A Dossobuono sono presenti: la Pallamano Olimpica Dossobuono società di pallamano femminile che ha raccolto l'eredità della Pallamano Dossobuono, società che ha vinto 1 scudetto nel Campionato italiano di pallamano femminile e 1 Coppa Italia femminile. Attualmente la prima squadra milita in A2 (girone A); la Pallamano Dossobuono società di pallamano maschile rifondata nel 2010 che milita in B1.

### Impianti sportivi
A Villafranca sono presenti:
- Campo di calcio con annessa pista di atletica leggera;
- Piscina olimpionica all'aperto e piscina vasca corta al coperto;
- Impianti di tennis al coperto e all'aperto;
- Campo di hockey prato;
- Campo di tamburello.
- Palazzetto dello Sport inaugurato nel 2016.